# Abolitionismus
Abolitionismus (über englisch abolition von lateinisch abolitio „Abschaffung“, „Aufhebung“) bezeichnet eine Bewegung im 18. und 19. Jahrhundert zur Abschaffung der Sklaverei. Gespeist aus christlichen wie aus aufklärerischen Überzeugungen geschah dies in immer mehr westlichen Ländern, angefangen von Portugal 1761 bis Brasilien 1888. Ab 1808 nahm Großbritannien eine Vorreiterrolle im Kampf gegen die Sklaverei ein. Ob der Abolitionismus primär durch moralische Überzeugungen oder durch ökonomische Interessen motiviert war, ist umstritten. Ende des 19. und Anfang des 20. Jahrhunderts wurde der Begriff zudem zur Abschaffung der staatlichen Aufsicht der Prostitution verwendet. Seit etwa 1970 bildete sich eine philosophische Strömung in den USA, in Skandinavien und Deutschland heraus, die den Begriff weiter fasste. Sie richtete sich gegen staatliche Herrschaft, rassistische Gewalt, Übergriffe und Sanktionen durch Polizei und Justiz und gegen das Vorenthalten von Gütern.

## Geschichte

### Großbritannien

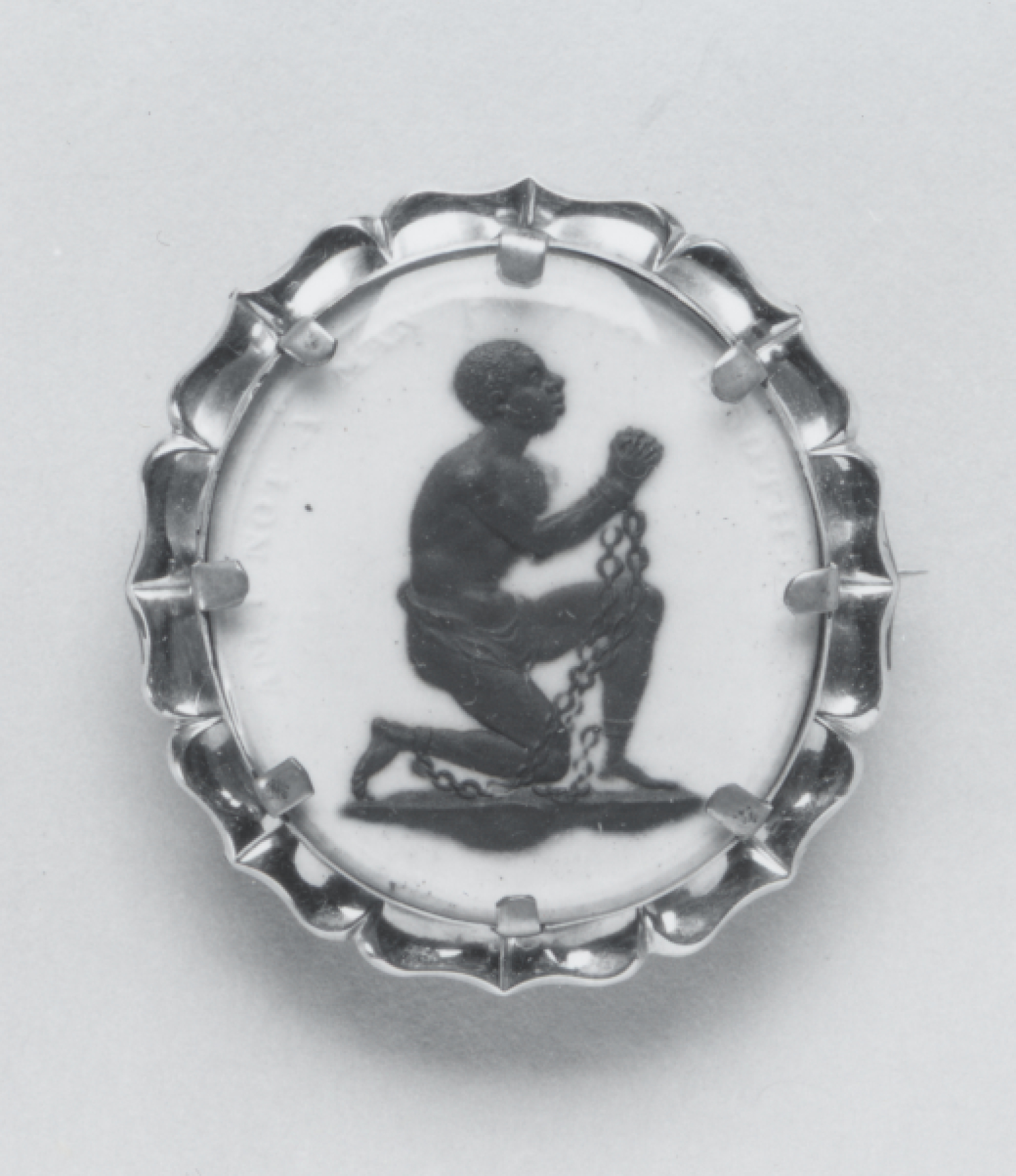
Logo der britischen Abolitionisten auf einem Medaillon aus der Porzellanmanufaktur von Josiah Wedgwood. Design Henry Webber ~1790

Bereits 1503 kamen die ersten afrikanischen Sklaven mit den Spaniern in der Karibik an. 1631 brachten englische Kolonialisten von Barbados erste schwarze Sklaven nach Saint Croix. Um 1770 waren die britisch beherrschten Inseln der Karibik ganz abhängig vom Einsatz afrikanischer Sklaven geworden, diese machten über 80 Prozent der dortigen Bevölkerung aus. Da die Sterblichkeitsrate auf den Zuckerrohrplantagen hoch war, waren die Besitzer immer wieder auf junge Sklaven als Nachschub angewiesen. Das zementierte über Jahrzehnte im britischen Reich den Sklavenhandel und die Sklavenhaltung. Im Kampf gegen Sklaverei und Sklavenhandel spielten aufklärerische Ideen zwar eine gewisse Rolle in Teilen der geistigen Eliten der Vereinigten Staaten und Europas, doch Adam Smiths Lehre, dass freie Arbeit produktiver sei als Sklavenarbeit, blieb unter den britischen Ökonomen eine Minderheitenmeinung. Wichtiger war, dass sich im Pietismus, im Methodismus des John Wesley und in der evangelischen Mission im 18. und 19. Jahrhundert die Auffassung durchsetzte, dass ein Verständnis der Gnade Gottes und des Menschen als Kind Gottes nicht mit der Sklaverei vereinbar sei. Die Society for Effecting the Abolition of Slavery (deutsch: Gesellschaft zur Abschaffung der Sklaverei) wurde am 22. Mai 1787 in der Druckerei von James Phillips in London von zwölf Personen gegründet, darunter Thomas Clarkson, Granville Sharp und mehrere Quäker. Aber die Quäker waren die Ersten, die sich gegen den Sklavenhandel gewandt und bereits 1783 ein Komitee gegen den Sklavenhandel gegründet hatten. Und der bekannte Jurist, Richter und Parlamentarier Sir William Blackstone (1723–1780) vertrat bereits 1765 in der ersten Ausgabe seiner Commentaries on the Laws of England die Auffassung, dass Sklaven auf englischen Boden frei sein würden.
Einflussreich war auch der ehemalige Sklave Olaudah Equiano (1745–1797), der Granville Sharp über seine Erlebnisse berichtete. In Informationsveranstaltungen klärte Clarkson die ahnungslose Öffentlichkeit über den Sklavenhandel und dessen Praktiken auf. Die Kampagne zielte zunächst auf die Abschaffung des atlantischen Sklavenhandels. Dazu sammelte die Bewegung bis zu 400.000 Unterschriften, reichte Petitionen im Parlament ein und rief zum Boykott von durch Sklavenarbeit gewonnenem Zucker aus der Karibik auf. Bis zu 300.000 Menschen hatten sich dem Zucker-Boykott angeschlossen. Im Unterhaus fand sie Unterstützung u. a. durch den Abgeordneten William Wilberforce, einen engagierten Evangelikalen und Freund von William Pitt. Erstmals wurde 1792 im House of Commons die Abschaffung des Sklavenhandels beschlossen. Die verzögerte Umsetzung lag in der Französischen Revolution und deren Deutung: Durch entschiedenen Abolitionismus konnte sich Großbritannien gegen Frankreich positionieren, mit dem man sich seit 1793 im Krieg befand: Napoleon hatte die 1794 abgeschaffte Sklaverei 1802 wieder erlaubt, weshalb eine entschiedene Abolitionspolitik Großbritanniens seinen Anspruch auf eine moralische und rechtliche Führungsrolle in der Welt zu untermauern versprach. 1807 beschlossen daher beide Häuser des Parlaments mit dem Slave Trade Act, der 1808 in Kraft trat, das Verbot des Sklavenhandels. Neben dem antifranzösischen Patriotismus war für den Erfolg der Generationenwechsel in der Abschaffungsbewegung mitursächlich, worin mehr Frauen und Jüngere zum Zug kamen und fordernder auftraten, die schnellere Verbreitung von Informationen durch neue Straßen und Kaffeehäusern mit aufgelegten Zeitungen sowie die Angst vor einem Volksaufstand wie in Frankreich. 1808 wurde Sierra Leone britische Kronkolonie. Befreite Sklaven wurden dorthin gebracht.
1815 setzte Großbritannien auf dem Wiener Kongress eine Deklaration durch, die in wenngleich unverbindlicher Form, den Sklavenhandel weltweit ächtete. Am 28. August 1833 wurde der Slavery Abolition Act verabschiedet, mit dem vom 1. August 1834 alle Sklaven im britischen Kolonialreich für frei erklärt wurden. Für eine Übergangsperiode von vier Jahren blieben sie, gegen Lohn, noch an ihre früheren Herren gebunden. Plantagenbesitzer in der Karibik wurden mit 20 Millionen Pfund Sterling entschädigt. Da sie als so genannte „absentee owners“ zumeist nicht in der Karibik, sondern in Großbritannien ansässig waren, investierten sie diese Summen dort und nicht in Westindien, wo sich nun eine kleinbäuerliche Subsistenzwirtschaft entwickelte. Dabei ging der Fortschritt der Emanzipation mit einem wirtschaftlichen Rückschritt einher.
In den Folgejahren blühte der Schmuggel von zumeist Kindersklaven aus Afrika nach Amerika (englisch: hidden Atlantic), an dem sich vor allem atlantische Kreolen, aber auch britische Staatsbürger beteiligten. Die Royal Navy bemühte sich mit zunehmendem Erfolg darum, diesen Sklavenhandel zu bekämpfen und brachte auch Schiffe von Drittstaaten auf, in denen er weiterhin legal war. Dies führte wiederholt zu diplomatischen Verwicklungen, verhinderte aber, dass die Handelslücke, die die britische Abolition hinterlassen hatte, wieder komplett geschlossen wurde: Im 19. Jahrhundert wurde die Nachfrage nach Sklaven in Brasilien und den Südstaaten der USA weniger durch Neuimport als durch die Nachkommenschaft bereits dort existierender Sklaven befriedigt. Für Großbritannien war diese Politik auch mit der Durchsetzung seiner imperialen Interessen verknüpft, insofern die British Navy zunehmend als Herrscherin der Weltmeere agierte. Außerdem übte Großbritannien diplomatischen Druck auf andere Staaten aus, um sie zu einem Verbot des Sklavenhandels zu bewegen.
Auch in der britischen Zivilgesellschaft blieb der Abolitionismus lange ein wichtiges Thema. 1839 wurde die British and Foreign Anti-Slavery Society gegründet, die 1840 in Exeter die erste World Anti-Slavery Convention abhielt. Noch 1901 gab es einen massenhaften Käuferstreik gegen eine Schokoladensorte, als bekannt wurde, dass die zu ihrer Herstellung verwendeten Kakaobohnen auf São Tomé von Sklaven produziert wurden. In der zweiten Hälfte des 19. Jahrhunderts führten Berichte von Missionaren, vor allem des Schotten David Livingstone, über den andauernden Sklavenhandel im südlichen und östlichen Afrika und die durch ihn verursachten Verwüstungen zu einer internationalen Kampagne gegen den Sklavenhandel. Bedeutsam für den Wettlauf um Afrika im Zeitalter des Imperialismus wurde Livingstones Ansicht, dass ohne wirtschaftliche Erschließung Afrikas für den Welthandel die materiellen Grundlagen der Sklavenjagden nicht zu beseitigen sein würden: Der Abolitionismus wurde damit Begründung für den britischen Kolonialerwerb in Afrika.
Im britischen Geschichtsbewusstsein spielt die Abolition lange Zeit eine deutlich größere Rolle als die Tatsache, dass das Land jahrzehntelang gut an Sklaverei und Sklavenhandel verdient hatte. Der Historiker aus Trinidad und Tobago Eric Eustace Williams spottete 1966: „Die britischen Historiker schrieben beinahe, als ob Großbritannien die Negersklaverei eingeführt hätte, um nachher die Befriedigung haben zu können, sie wieder abzuschaffen.“

### Heiliger Stuhl
1839 verurteilte Papst Gregor XVI. in dem Apostolischen Schreiben In supremo Apostolatus fastigio die Sklaverei. Dabei bediente er sich Argumentationsweisen, die zuvor bei der Verurteilung der Sklaverei der indigenen Bevölkerung Amerikas benutzt worden war. Die Versklavung von Afrikanern oder die Institution der Sklaverei als solche war bis dahin nicht verurteilt worden. Das Apostolische Schreiben brachte katholische Sklavenhalter in den USA in eine schwierige Lage, wohingegen auch protestantische Abolitionisten das Urteil des Papstes unterstützten.

### Vereinigte Staaten von Amerika

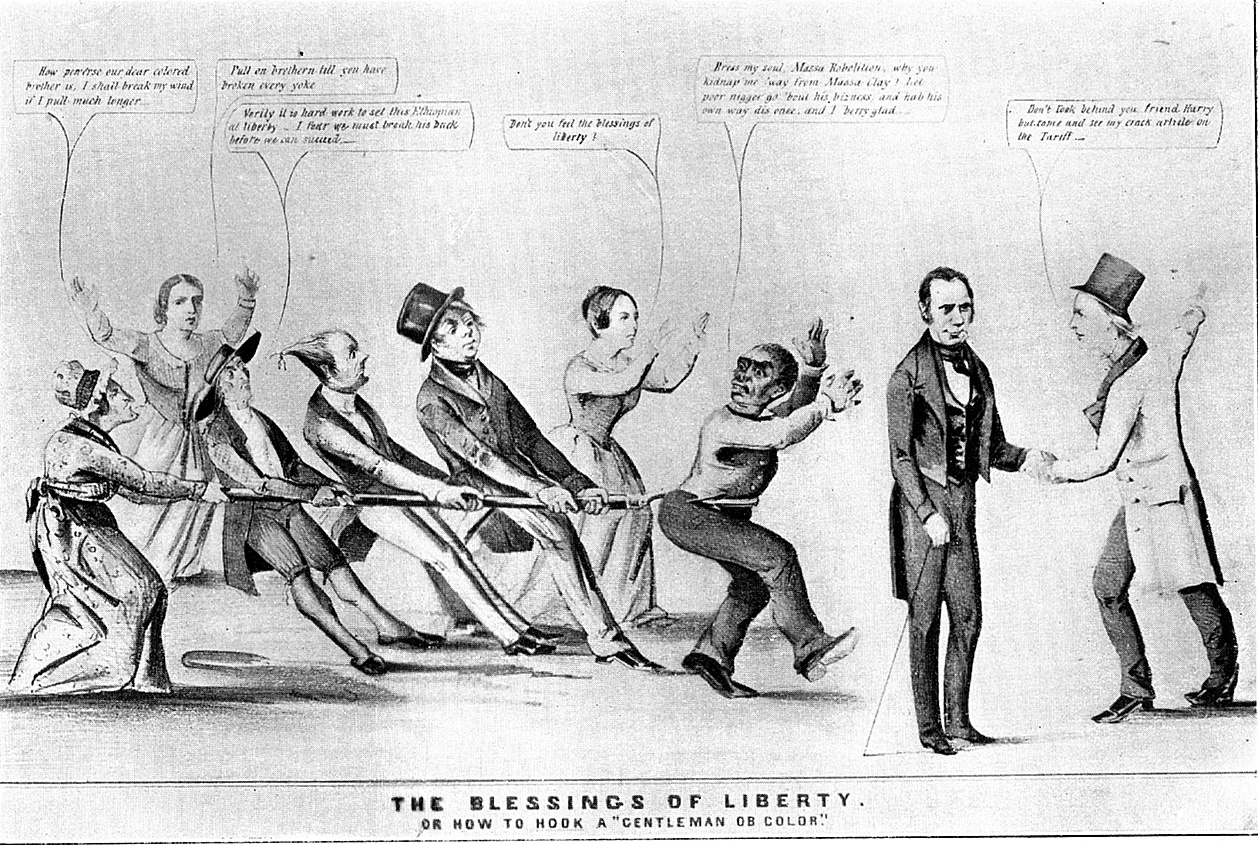
Zeitgenössische Karikatur, die Sklaven als (angeblich) zufriedene Schwarze zeigt, die von den Abolitionisten zur Freiheit gezwungen werden

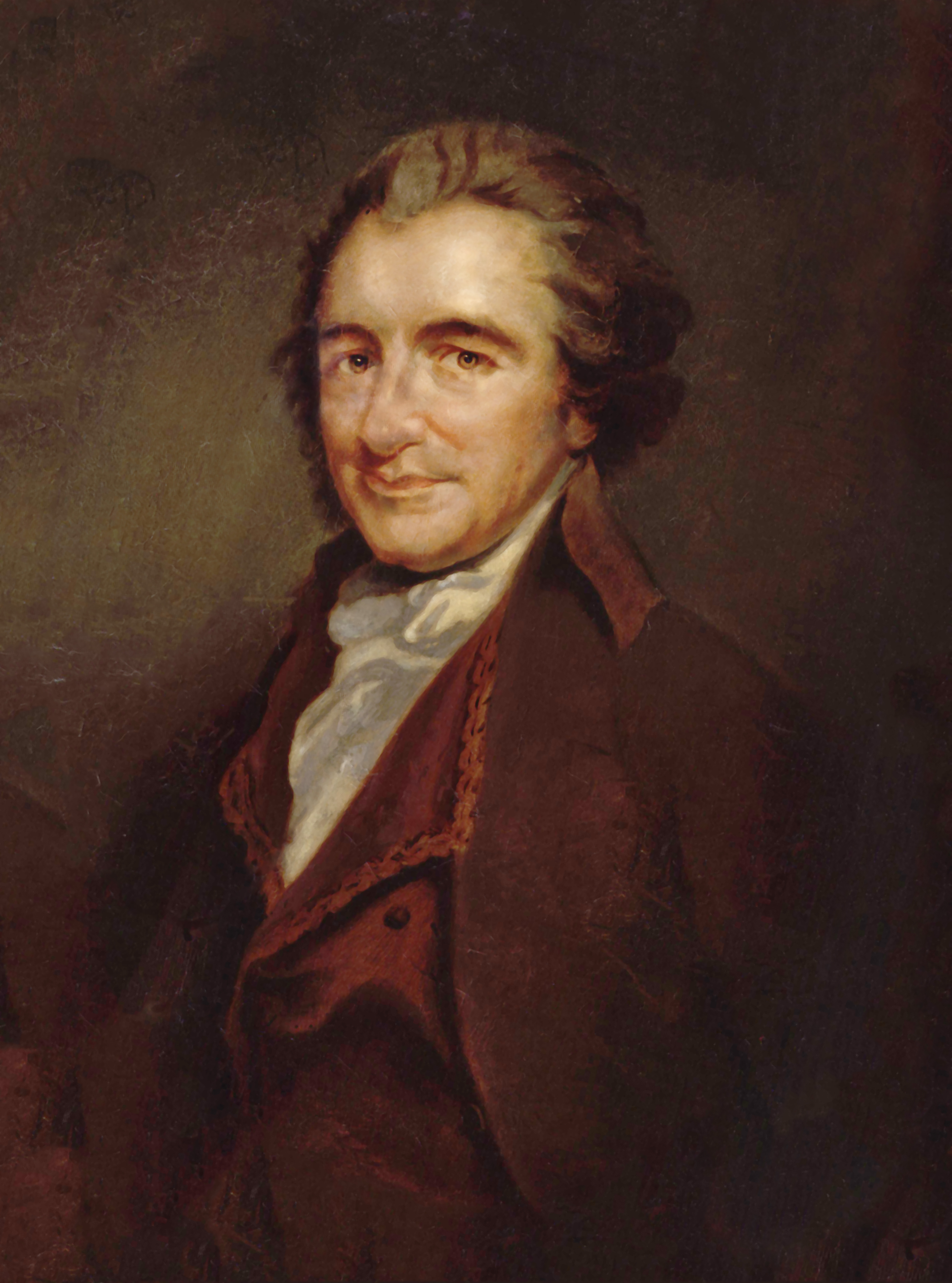
Thomas Paine veröffentlichte 1775 die erste in den Vereinigten Staaten bekannte Schrift, die die Abschaffung der Sklaverei befürwortete

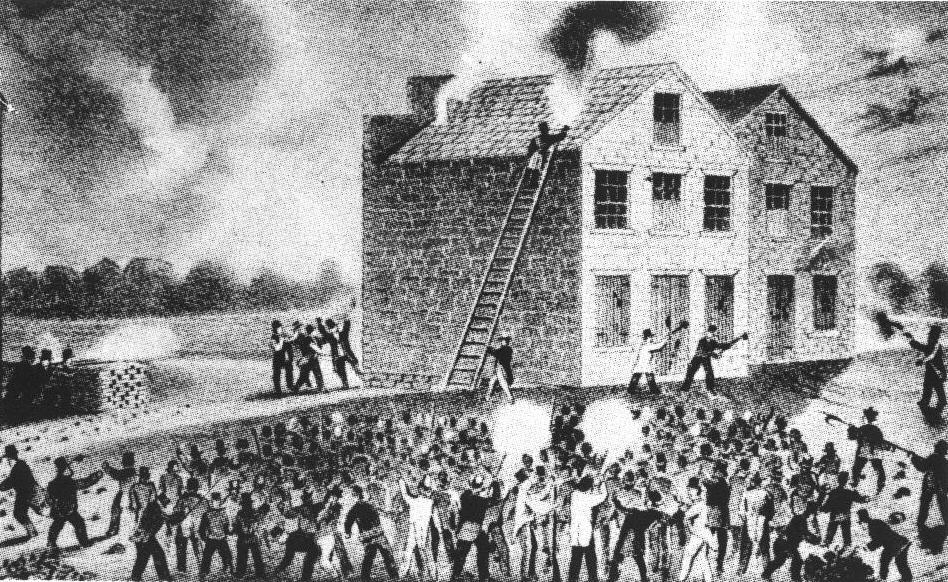
Ausschreitungen von Sklavereibefürwortern in Alton (Illinois) 1837, bei denen der Abolitionist Elijah Parish Lovejoy ermordet wurde

#### Anfänge
Widerstand gegen die Sklaverei gab es in Nordamerika bereits im 17. Jahrhundert und war zumeist religiös begründet. Unter Führung des Baptisten Roger Williams erklärte die Kolonie Rhode Island 1652 die Sklaverei für illegal. Auch die Mennoniten und Teile der Quäker lehnten sie aus religiösen Gründen ab. In Germantown bei Philadelphia verabschiedeten Quäker 1688 die erste bekannte Resolution gegen die Sklaverei. In Philadelphia und Umgebung engagierten sich Benjamin Lay ab 1732 bis 1758 und John Woolman nach 1750 gegen den Sklavenhandel und die Sklavenhaltung unter den Quäkern. 1758 verboten die Quäker Philadelphias den Sklavenhandel unter ihren Mitgliedern, etwas später verboten andere Quäkerversammlungen in Neuengland den Sklavenbesitz in ihren Reihen. Der Lehrer Anthony Benezet (1713–1784), der aus Frankreich stammende Hugenotte und zu den Quäkern konvertiert, kämpfte gegen die Sklaverei im ganzen britischen Empire und korrespondierte 1772 mit dem Briten Granville Sharp. Er wollte durch Erhöhung der Einfuhrsteuern die Sklavenhaltung uninteressant machen und schlug eine Petition der Einwohner Marylands und Virginias gegen den Sklavenhandel vor. 1775 wurden die ersten Antisklaverei-Vereine in Philadelphia, New York und in weiteren amerikanischen Städten gegründet. Benjamin Franklin (1706–1790) gründete 1787 die Philadelphia Society for Promoting the Abolition of Slavery, die Petitionen zur Abschaffung des Sklavenhandels an die Einzelstaaten und auch an den Bundeskongress stellten. Manumission Societies wollten Sklavenhalter dazu bewegen, ihre Sklaven aus eigenem Antrieb in die Freiheit zu entlassen. 1794 fand die erste Zusammenkunft mehrerer Antisklaverei-Vereine in Philadelphia statt, um ihre Aktivitäten zu koordinieren und zu verstärken. 1787 wurde das Verbot des Sklavenhandels nach der Unabhängigkeit der Vereinigten Staaten in die Bundesverfassung aufgenommen, jedoch erst ab 1807 in Kraft gesetzt, was die Ambivalenz der amerikanischen Verfassung bezüglich der Sklaverei aufzeigt.
Die amerikanischen Methodisten erließen 1786 ein entsprechendes kirchliches Verbot, größere Gruppen von Baptisten und Kongregationalisten folgten 1789. Mit der Losung Sklaverei ist Sünde (englisch: Slavery is sin) setzte etwa 1820 die Anti-Sklaverei-Bewegung (Abolitionist Movement) ein. Eine ungemein starke politische Wirkung hatte der Roman Uncle Tom’s Cabin (deutsch Onkel Toms Hütte) (1852) der Presbyterianerin Harriet Beecher Stowe.

#### Die Abolitionismus-Bewegung
Die Abolitionismus-Bewegung formierte sich um 1830 in den Nordstaaten der USA neu und wurde publizistisch aktiver. So kam es 1831 zur Gründung der New-England Anti-Slavery Society. Ihre Wurzeln hatte die Bewegung bereits im 18. Jahrhundert und führte zunächst zum Verbot des internationalen Sklavenhandels 1808, das von der Regierung insbesondere im Süden nur unzureichend durchgesetzt wurde, den Handel allerdings zumindest verringerte. Nach einer Schätzung des Historikers John Hope Franklin wurden nach dem Verbot noch rund 250.000 weitere Sklaven in die USA gebracht. Der Besitz von Sklaven und der Sklavenhandel innerhalb des Landes war jedoch bis zum Ende des Sezessionskrieges insbesondere in den Südstaaten erlaubt.
Zur Zeit der Gründung der USA verboten mehrere Staaten die Sklaverei als unvereinbar mit den Grundsätzen der neuen Republik. Zwischen 1789 und 1830 wurde sie nach und nach in allen Staaten nördlich von Maryland abgeschafft. Die 1787 verabschiedete Verfassung nahm in einigen Abschnitten Bezug auf die Sklaverei, etwa in der Drei-Fünftel-Klausel. Ihr zufolge wurde die Anzahl der nicht wahlberechtigten Männer – also der Sklaven und Indianer – bei der Festlegung der einem Staat zustehenden Sitze im Repräsentantenhaus zu drei Fünfteln angerechnet. Dies verlieh den Stimmen weißer Südstaatler größeres Gewicht als denen der nordstaatlichen Wähler. Das Wort Sklaverei taucht in der Verfassung selbst nicht auf, sondern wird mit euphemistischen Formulierungen wie bound service (deutsch: verpflichtendes Dienstverhältnis) oder peculiar institution (besondere Einrichtung) umschrieben.
Im Süden, wo die Sklaverei aufgrund der Plantagenwirtschaft seit jeher eine ungleich größere ökonomische Bedeutung besessen hatte als im Norden, blieb die „besondere Einrichtung“ auch nach dem Unabhängigkeitskrieg unverändert bestehen. Nach der Erfindung der Baumwollentkörnungsmaschine, die ab etwa 1800 den Einsatz von Sklaven auf Baumwollfeldern besonders profitabel machte, änderte sich jedoch die Einstellung vieler Südstaatler zur Sklaverei. War sie bis dahin als ein notwendiges Übel angesehen worden, entwickelte sich nun eine Apologetik der Sklaverei, die sich in Reaktion auf das Erstarken der nordstaatlichen Anti-Sklaverei-Bewegung ab 1830 zunehmend radikalisierte. Die Mehrheit der Nordstaatler war gegenüber der Sklaverei zwar kritisch eingestellt, befürwortete aber, anders als die Abolitionisten, nicht deren sofortige Abschaffung. Auch Abraham Lincoln vertrat diese Mehrheitsmeinung. Er akzeptierte bis zum Bürgerkrieg die Sklaverei in den Staaten, in denen sie gesetzlich erlaubt war. Er trat nur gegen ihre Ausweitung auf weitere Staaten ein und strebte an, die Sklaven in einem allmählichen Prozess freizulassen – gegen eine Kompensation für die Sklavenhalter.
Die Abolitionisten-Bewegung dagegen wollte nicht nur die Ausbreitung der Sklaverei verhindern, sondern trat aus Prinzip für deren sofortige und allgemeine Abschaffung ein. Zu ihren wirkungsvollsten Propagandisten zählten die Publizisten William Lloyd Garrison, Horace Greeley und Frederick Douglass, der selbst ein entflohener Sklave gewesen war, sowie die Schriftstellerin Harriet Beecher Stowe. Viele, aber bei weitem nicht alle Abolitionisten waren Quäker in der Tradition Benjamin Lays und John Woolmans. Sie lehnten Gewalt ab, spielten aber dennoch eine aktive Rolle im Widerstand gegen die Sklaverei, etwa indem sie die „Underground Railroad“ unterstützten, die Sklaven zur Flucht verhalf. Die Fluchthilfe, bei der sich die ehemalige Sklavin Harriet Tubman besonders hervortat, wurde durch den Fugitive Slave Act von 1850 als ungesetzlich erklärt. Dieses Bundesgesetz verpflichtete die Nordstaaten dazu, entflohene Sklaven, die sich auf ihrem Gebiet aufhielten, an ihre Besitzer in den Sklavenstaaten auszuliefern.

#### Überfall auf Harper’s Ferry
Neben gewaltlosen Gruppen entwickelte sich aber auch ein militanter, gewaltbereiter Zweig der Abolitionisten-Bewegung, zu der die Gruppe um John Brown gehörte. Am 16. Oktober 1859 überfiel sie das Waffenarsenal der US-Armee in Harpers Ferry, um einen Sklavenaufstand auszulösen. Die Aktion blieb zwar erfolglos, führte aber in den Südstaaten, deren weiße Bevölkerung seit jeher befürchtete, von aufständischen Sklaven ermordet zu werden, zur Gründung bewaffneter Milizen, die die Grundlage der späteren Konföderierten Armee bildeten. Herman Melville bezeichnete Brown als den „Meteor des Krieges“, da seine Aktion auf beiden Seiten die Überzeugung stärkte, dass der Konflikt zwischen sklavenhaltenden und freien Staaten nicht mehr friedlich zu lösen war.

#### Sezessionskrieg 1861–1865
Der Amerikanische Bürgerkrieg brach im April 1861 aus, nachdem die 1860 erfolgte Wahl des gemäßigten Sklavereigegners Lincoln zum US-Präsidenten elf Südstaaten zum Austritt aus der Union und zur Gründung der Konföderierten Staaten von Amerika bewogen hatte. Bis dahin hatten die Nordstaaten noch an den bestehende Gesetzen festgehalten, die den Besitz von Sklaven im Süden erlaubten. Um die Konföderierten ökonomisch zu treffen, verabschiedete der Kongress jedoch ab August 1861 mehrere Confiscation Acts, die es den Unionstruppen ermöglichten, Sklaven des Kriegsgegners zu „beschlagnahmen“ und als Soldaten zu rekrutieren. Die Emanzipations-Proklamation vom 1. Januar 1863 erklärte schließlich alle Sklaven, die sich zu diesem Zeitpunkt in einem der abtrünnigen Südstaaten befanden, generell für frei. In den bei der Union verbliebenen Grenzstaaten des oberen Südens, Kentucky, West-Virginia, Maryland und Delaware, blieb die Sklaverei jedoch rechtlich bestehen. Endgültig abgeschafft wurde sie erst mit dem 13. Verfassungszusatz vom 31. Januar 1865.

#### Bürgerrechtsbewegung
Nach der formellen Befreiung der Sklaven widmeten sich die amerikanischen Abolitionisten weiterhin der Sache der schwarzen Bevölkerung und der Verbesserung ihrer Lebensverhältnisse, die in den ehemaligen Sklavenstaaten weiterhin von Armut und rassistischer Diskriminierung geprägt blieb. Aus ihren Grundsätzen heraus entwickelte sich die US-amerikanische Bürgerrechtsbewegung (Civil Rights Movement) der 1960er Jahre, deren prominenteste Führungspersönlichkeiten der muslimische Aktivist Malcolm X und der Baptistenpfarrer Martin Luther King waren, die beide 1965 bzw. 1968 ermordet wurden.

### Frankreich

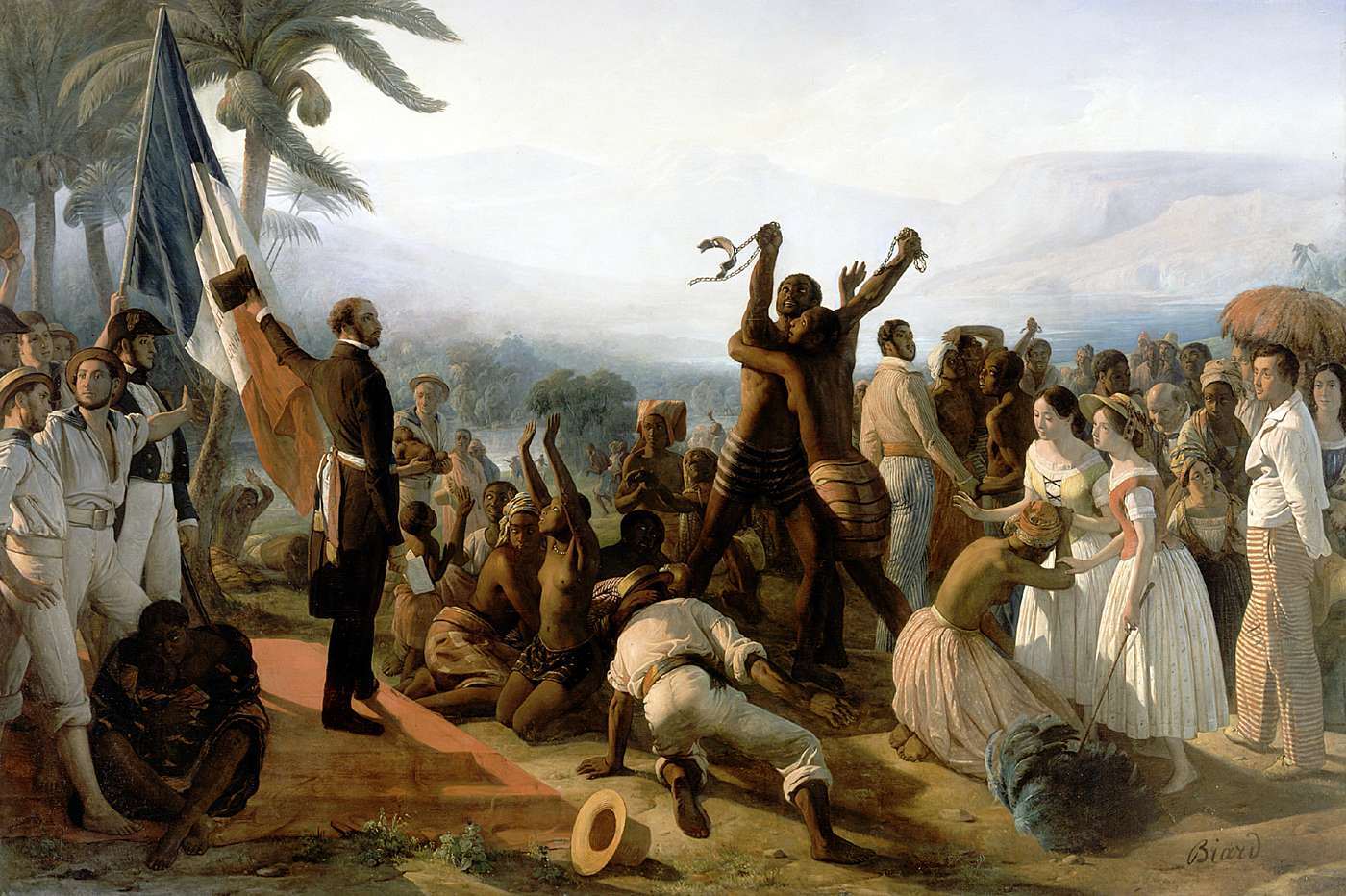
Abschaffung der Sklaverei in den französischen Kolonien 1848 (Gemälde von Auguste François Biard, 1849)

In Frankreich war die abolitionistische Bewegung lange Zeit schwach. Mit Ausnahme von Turgot und Montesquieu erhoben sich im 18. Jahrhundert kaum Stimmen, die ein Ende der Sklaverei forderten. Der breiten Öffentlichkeit war nicht bekannt, unter welchen entsetzlichen Umständen die Sklaven in der amerikanischen Plantagenwirtschaft leben mussten. Sie wurden einem breiteren Publikum erst durch die 1770 bis 1780 erscheinenden zehn Bände Histoire philosophique et politique des établissements et du commerce des Européens dans les deux Indes Guillaume Thomas François Raynals bekannt, die trotz Zensur ein Bestseller wurde. Dieses Buch gab der abolitionistischen Bewegung großen Auftrieb. 1788 wurden die Société des Amis des Noirs („Gesellschaft der Freunde der Schwarzen“) gegründet.
In Folge der Französischen Revolution, der Erklärung der Menschenrechte vom 26. August 1789 und der Haitianischen Revolution wurde die Sklaverei am 4. Februar 1794 vom Nationalkonvent abgeschafft, was jedoch nie umgesetzt und angewendet wurde. François-Dominique Toussaint L’Ouverture wurde 1799 der erste Gouverneur der französischen Kolonie Haiti mit afrikanischer Herkunft. Napoleon schickte ein Expeditionsheer auf die Insel, setzte die Abschaffungsdekrete aus und den Code Noir, und damit auch die Sklaverei, am 20. Mai 1802 wieder in Kraft. Allerdings gelang es nicht, die französische Souveränität wiederherzustellen, die französische Kolonie erklärte die Unabhängigkeit am 1. Januar 1804 und das Ende der Sklaverei.
Unter der Restauration agierte die französische Kolonialverwaltung weitgehend im Interesse der Sklavenbesitzer. Als König Karl X. 1825 einen Handelsvertrag mit Haiti schloss und damit die abtrünnige Sklavenrepublik diplomatisch anerkannte, entschädigte der französische Staat die von dort vertriebenen Sklavenhalter mit Millionensummen. Die Julimonarchie beschloss dann auf britischen Druck ein Gesetz, das den Sklavenhandel verbot. Die Sklaverei selbst wurde erst am 27. April 1848 während der Zweiten Republik abgeschafft, als sich eine kleine Gruppe von Abolitionisten um den Industriellen Victor Schœlcher gegen die Interessen der Plantagenbesitzer durchsetzte. Eine Massenbewegung war der Abolitionismus in Frankreich nie gewesen.

### Portugal
Nachdem der afrikanischstämmige Lourenço da Silva de Mendouça (1620–1698) bereits im 17. Jahrhundert seine Kritik an der Sklaverei beim Papst laut werden ließ, erklärte schließlich am 12. Februar 1761 der reformerische Premierminister Marquês de Pombal alle ins portugiesische Mutterland verschleppten Sklaven für frei. 1763 wurde die Sklaverei auf Madeira und den Azoren abgeschafft. Ziel war nicht, den Sklaven im Sinne der Aufklärung zu ihren Menschenrechten zu verhelfen, vielmehr sollte der Sklavenhandel weg von den Luxusbedürfnissen nach Haussklaven in die portugiesische Kolonie Brasilien gelenkt werden, wo Arbeitskräfte auf den Zucker- und Kaffeeplantage gebraucht wurden. 1810 willigte Portugal in einem Vertrag mit Großbritannien ein, Sklavenhandel nur noch zwischen seinen eigenen Territorien zu erlauben. 1836 wurde das Verbot auf die ganze portugiesische Monarchie (zu der Brasilien seit 1822 nicht mehr gehörte) ausgedehnt.
Ab 1856 setzte Ministerpräsident Sá da Bandeira eine Reihe von Dekreten durch, die auf die gänzliche Abschaffung der Sklaverei zielten, etwa ein „Lei do Ventre Livre“ (Gesetz des freien Bauches), wonach Kinder von Sklavinnen nicht mehr automatisch Sklaven sein sollten, den Herren ihrer Mütter aber zwanzig Jahre zu dienen hatten. 1858 wurde dekretiert, dass die Sklaverei im Kolonialreich binnen zwanzig Jahren aufhören sollte. Am 25. Februar 1869 wurde schließlich im gesamten Império Português die Abschaffung der Sklaverei verkündet, wobei die ehemaligen Sklaven aber noch mindestens zehn Jahre bei ihren Herren bleiben mussten.
All diese Dekrete blieben großenteils folgenlos. In den Kolonien Mosambik und Angola wurden abgestufte Systeme unfreier Arbeit praktiziert, in denen einige Elite-Sklaven, botaca genannt, ihrerseits Sklaven besitzen durften; andere, angeblich freie Kontraktarbeiter wurden in die französischen Kolonien im Indischen Ozean verkauft oder wurden zu serviciais genannter Zwangsarbeit auf den Zucker- und Kakaoplantagen von Sao Tomé verschleppt. Die komplizierten rechtlichen Regelungen erleichterten es den Sklavenhaltern, die Befreiungsdekrete zu ignorieren. Da sich die meisten von ihnen weigerten, ihre Sklaven und ihren jeweiligen Rechtsstatus registrieren zu lassen, fehlte dem Staat die Handhabe zu intervenieren. Noch 1875 wird berichtet, dass schwarzafrikanische Arbeiter in der mosambikanischen Stadt Quelimane angekettet wurden, mit der Begründung, dass sie sonst ja fliehen würden.
Unfreie Arbeit wie die serviciais, Haussklaverei (oft von Kindern) und Zwangskonkubinate schwarzer Frauen mit weißen Männern waren im portugiesischen Kolonialreich bis ins 20. Jahrhundert hinein gängige Praxis.

### Dänemark
Ungefähr 100.000 Afrikaner wurden von 1680 bis etwa 1830 aus Westafrika unter unmenschlichen Bedingungen nach Dänisch-Westindien verfrachtet und dort an dänische Pflanzer verkauft, die sie auf ihren Zuckerrohrplantagen schuften ließen. Am 1. Januar 1803 trat das 1792 beschlossene Verbot des dänischen Sklavenhandels in Kraft. Die elf Jahre dazwischen wurden jedoch genutzt, um noch möglichst viele Sklaven aus Westafrika zu holen und sie dann durch Fortpflanzung zu vermehren und somit selbstversorgend zu werden.
Der humanistisch gesinnte dänische Generalgouverneur Westindiens auf der karibischen Insel Saint Croix Peter von Scholten war wie viele seiner Landsleute ein erklärter Gegner der Sklaverei. Damit stand er im Gegensatz zu den meisten Plantagenbesitzer und allen Sklavenhaltern. In Christiansted residierte er als Generalgouverneur vom 14. Juli 1827 bis am 24. April 1831, vom 19. Juli 1832 bis am 22. März 1834 und vom 14. Januar 1836 bis am 6. Juli 1848. Dazwischen hatte beide Male Johannes Søbøtker (1777–1854) dieses Amt übernommen.
Ab 1828 verbesserte von Scholten stufenweise die Rechtslage der Sklaven. Ab 1834 erhielten die freien Schwarzen weitgehend die gleichen Rechte wie die Dänen. Ab 1839 wurden die Kinder der Sklaven zu den Grundschulen zugelassen, und ab 1843 wurde der Samstag neben dem Sonntag generell arbeitsfrei.
1847 beschloss die dänische Regierung innert zwölf Jahren die Sklaverei in den dänischen Kolonien schrittweise abzuschaffen, angefangen bei Kleinkindern und Frauen. Das ging für die betroffenen Sklaven jedoch zu wenig schnell. Deshalb umstellten gegen 8000 versklavte Untertanen der dänischen Kolonie Saint Croix am 2. Juli 1848 das Fort Frederik und drohten, die ganze Stadt anzuzünden. Sie erhielten am 3. Juli vom dänischen Generalgouverneur Peter von Scholten formell die Freiheit zugesichert, weil er keine andere Wahl mehr sah und ohne erneut mit der dänischen Regierung Rücksprache nehmen zu können. Der befreite, ehemalige Sklave John Gottliff, der auch unter dem Namen General Buddhoe bekannt war, half wesentlich mit, dass er Aufstand weitgehend gewaltfrei blieb und wurde danach auf den Virgin Islands als Freiheitsheld gefeiert.
Seither hält sich im Bewusstsein der Bewohner dieser Jungferninseln die Geschichte und Legende, dass Dänemark seine Sklaven besser behandelte als andere Länder und als erstes Land die Sklaverei abschaffte. Der 3. Juli wird seither als Emancipation Day gefeiert.

### Deutschland
In Deutschland kam es erst in den 1880er Jahren zu einer organisierten Anti-Sklaverei-Bewegung, die von der durch Kardinal Lavigerie in Frankreich angeregten Bewegung angestoßen wurde. Sie spaltete sich schnell in zwei konfessionell geprägte Teile, den Afrika-Verein deutscher Katholiken und den Evangelischen Afrikaverein.
Das humanitäre und religiöse Anliegen der christlichen Anti-Sklaverei-Bewegung wurde in der deutschen Öffentlichkeit ein wichtiger Faktor zur Durchsetzung der deutschen Kolonialpolitik. Eine Lotterie eines deutschen Antisklavereikomitees unter Führung des Fürsten Wilhelm zu Wied erbrachte 1891 die Mittel für einige Expeditionen in Deutsch-Ostafrika und für den Bau eines Schiffes, das zur Bekämpfung der Sklavenjagd auf einem der großen ostafrikanischen Seen eingesetzt werden sollte. Letztlich war nur der Transport eines bereits durch den Kolonialoffizier Hermann von Wissmann beschafften Dampfers – der Hermann von Wissmann – zum Nyassasee erfolgreich; dann gingen dem Komitee die Mittel aus.

### Brasilien
In den meisten Staaten Lateinamerikas war die Sklaverei in den 1850er Jahren abgeschafft worden. Im Kaiserreich Brasilien, neben Kuba das größte im 19. Jahrhundert bestehende Sklavereisystem der Welt, war zwar 1831 auf britischen Druck ein Gesetz erlassen worden, das allen neu importierten Afrikanern die Freiheit versprach, jedoch wurde dies durch den massenhaften Menschenschmuggel umgangen. Erst in den 1850er Jahren schritt der Staat stärker ein, weil man befürchtete, mit den Sklaven komme die Cholera ins Land. Seit den 1860er bildete sich eine abolitionistische Massenbewegung aus Intellektuellen, Unternehmern, städtischen Mittelschichten und Immigranten: Letztere sahen in den Sklaven eine Konkurrenz bei der Suche nach Arbeitsplätzen. Zudem ging die ökonomische Bedeutung der Sklaven zurück, nachdem auf den Zuckerplantagen zunehmend dampfgetriebene Zuckermühlen eingesetzt wurden.
Die Abolitionisten rechneten darauf, dass eine sklavenfreie Republik das Land weiter modernisieren werde. 1871 wurde die Lei do Ventre Livre („Gesetz des freien Bauches“) erlassen, wonach Kinder von Sklavinnen nicht mehr selber Sklaven waren. 1885 folgte die Lei dos Sexagenários („Gesetz der Sechzigjährigen“), die allen Sklaven über 60 Jahre die Freiheit gab. Vor dem Hintergrund von Massenfluchten von Sklaven von ihren Plantagen nahm der brasilianische Senat am 13. Mai 1888 die Lei Áurea („Goldenes Gesetz“) an, das die Institution der Sklaverei für erloschen erklärte. Tags darauf wurde es von der Regentin Prinzessin Isabella unterzeichnet.
Die Sklavenbefreiung führte dazu, dass die kaiserliche Regierung allen Rückhalt bei den sie stützenden Großgrundbesitzern verlor. Am 15. November 1889 setzten Militärs Isabellas Vater, Kaiser Pedro II., der während des Erlasses der Lei Áurea auf einer Europareise gewesen war, bei einem Militärputsch ab und riefen die Republik Brasilien aus.

## Gegenwart
1926 schlossen die Mitglieder des Völkerbunds das Sklavereiabkommen, das Sklaverei und Sklavenhandel ächtete. 1953 und 1956 wurde es durch ein Protokoll und eine zusätzliche Konvention ergänzt. Seit der Abschaffung der Sklaverei in Mauretanien 1980 ist Sklaverei in keinem Staat der Welt mehr legal. Dennoch bestehen vielerorts sklavereiartige Gewaltverhältnisse weiter fort, so etwa als Zwangsarbeit, Prostitution, Organhandel oder in den Kafala-Systemen der Golfstaaten. Sie alle sind stets verbunden mit verschiedenen Formen der Migration. Für die Abschaffung der modernen Sklaverei setzen sich verschiedene Menschenrechtsorganisationen ein, zum Beispiel Anti-Slavery International.
Zeitgenössische Diskurse umfassen zudem ein breiteres Verständnis der Sklaverei, das die Lohnarbeit im Sinne klassischer Lohnsklaverei beinhaltet. So argumentiert der Philosoph und Mathematiker David Ellerman, die Entfremdung Angestellter von Unternehmensentscheidungen bei zeitgleich individueller Haftung für gesetzeswidrige Handlungen müsse durch die Demokratisierung von Unternehmen aufgehoben werden.

## Motive
Über die Motive, die hinter den abolitionistischen Bewegungen standen, gehen die Meinungen der Historiker auseinander. Im Anschluss an Karl Marx vermuten materialistische Historiker Klasseninteressen hinter den Bestrebungen gegen die Sklaverei: Eric Williams argumentiert in seinem 1944 erschienenen Werk Capitalism and Slavery, dass sich Großbritannien im 19. Jahrhundert für die Abschaffung des Sklavenhandels einsetzte, weil die Böden der karibischen Inseln ausgelaugt und deswegen die Profite der dortigen Plantagen stark zurückgegangen seien. Damit sich der moderne Kapitalismus habe ausbreiten können, sei es notwendig gewesen, die Sklaverei durch freie Lohnarbeit zu ersetzen, was die abolitionistische Bewegung bis zum Ende des Jahrhunderts durchgesetzt habe. Eine ähnliche Position wurde in den 1970er Jahren von dem einflussreichen US-amerikanischen Historiker David Brion Davis vertreten.
Andere Historiker glauben, dass nicht Wirtschaftsinteressen, sondern vor allem ideelle und moralische Motive die Abolitionisten leiteten, die vor allem innerhalb stark religiös geprägter Kreise wie der Quäker stark waren. Der US-amerikanische Historiker Thomas L. Haskell stellte in Auseinandersetzung mit Davis 1985 die These auf, der liberalen Wirtschaftspraxis eigne ein humanistisches Bewusstsein für die Konsequenzen wirtschaftlichen Handelns, das sowohl aus moralischen als auch aus funktionalen Gründen Sklaverei nicht mehr als zukunftsfähig habe erscheinen lassen. Diese Moral sei nicht der bloße Überbau ökonomischer Interessen gewesen, sondern eine entscheidende Voraussetzung für die Ausbildung des modernen Kapitalismus. Dabei stützt sich Haskell explizit auf Max Webers Abhandlung Die protestantische Ethik und der Geist des Kapitalismus aus den Jahren 1904/5, in denen Weber religiöse Faktoren als Ursache ökonomischer Entwicklungen ansah.
In dieser Kontroverse haben nach Einschätzung des deutschen Historikers Benjamin Steiner seit dem Untergang des real existierenden Sozialismus um 1990 die Vertreter einer moralischen Motivation die Oberhand behalten, die bis dahin eine Mindermeinung repräsentierten. Er verweist auf Studien, wonach die Plantagenwirtschaft in Westindien und den amerikanischen Südstaaten bis zur Abschaffung der Sklaverei durchaus profitabel gewesen sei. Jürgen Osterhammel hält es für in der Forschung unstrittig, dass die Bewegung gegen die Sklaverei und ihre Abschaffung im britischen Machtbereich nicht allein mit wirtschaftlichen Gründen erklärt werden könne, sondern dass moralische Erwägungen zur Erklärung angeführt werden müssten. Er verweist allerdings auch auf deren machtpolitische Komponente: Während der französischen Revolution und der napoleonischen Kriege sah Großbritannien sich durch den Universalismus Frankreichs herausgefordert und moralisch unter Rechtfertigungsdruck. Napoleon führte die gerade abgeschaffte Sklaverei jedoch wieder ein und gab Großbritannien damit die Möglichkeit, im moralischen Kampf der Großmächte durch eine Haltung gegen die Sklaverei eine überlegene Position einzunehmen.

## Ausweitung des Begriffs
Schon im Laufe des 19. Jahrhunderts ist der Begriff Abolitionismus von anderen Bewegungen zur Abschaffung überholter Institutionen übernommen worden: zur Abschaffung der Folter, der Todesstrafe und letztlich auch zur Abschaffung der Freiheitsstrafe bzw. der Strafgefängnisse (siehe Abolitionismus (Kriminologie)).
Der norwegische Soziologe Thomas Mathiesen, der 1974 The politics of Abolition publizierte und der den Begriff für die Gefängnisse eingeführt hat, sieht darin eine prinzipiell endlose Bewegung (englisch: the unfinished) zur Abschaffung als menschenunwürdig erkannter und unreformierbarer Institutionen.
1976 gründete die US-amerikanische Quäkerin, Aktivistin und Therapeutin Fay Honey Knopp das Prison Research Education Action Program und publizierte das weltweit erste Handbuch für Gefängnisabolitionisten. Das Buch proklamierte drei Ziele für Abolitionisten: ein Verbot des Baues neuer Gefängnisse, eine Reduktion der Gefängnispopulation und die Abkehr von der Einsperrung als Lösung von Problemen.
Eine weitere Fortführung der ursprünglichen Ideen und Ziele des Abolitionismus findet sich in der Tierethik wieder.

## Bedeutende Personen der Abolitionisten-Bewegung

### Großbritannien
- Thomas Clarkson (1760–1846) gründete 1787 die Society for Effecting the Abolition of Slavery (deutsch: Gesellschaft zur Abschaffung der Sklaverei).
- Quobna Ottobah Cugoano (um 1757–1801), ehemaliger Sklave und Kämpfer gegen Sklavenhandel und Sklaverei.
- Olaudah Equiano (um 1745–1797), ehemaliger Sklave und 1789 berühmter Verfasser einer der ersten Autobiographie eines Schwarzen.
- Benjamin Lay (1682–1759), Quäker, Philanthrop, Schriftsteller, früher und unerbittlicher Kämpfer gegen Sklaverei 1731 in Barbados und 1732 bis 1758 in Philadelphia und Umgebung.
- John Newton (1725–1807), anglikanischer Geistlicher, Kirchenlieddichter und Sklavenhändler, ab 1778 Gegner des Sklavenhandels.
- Mary Prince (1788–nach 1833), ehemalige Sklavin und 1831 Autorin der ersten Autobiographie einer schwarzen Frau.
- Thomas Pringle (1789–1834), Schriftsteller und ab 1831 Sekretär der New-England Anti-Slavery Society (deutsch: Neuenglands Gesellschaft gegen Sklaverei).
- Ignatius Sancho (1729–1780), ehemaliger Sklave, Komponist, Schriftsteller und erster Schwarzer, der 1774 in Großbritannien wählen durfte.
- Granville Sharp (1735–1813), Mitbegründer der britischen Abolitionistenbewegung.
- William Wilberforce (1759–1833), Abgeordneter des englischen Parlaments, Mitbegründer der Gesellschaft zur Abschaffung des Sklavenhandels, 1789 beantragte er gemeinsam mit dem Premierminister und Politiker William Pitt die Abschaffung des Sklavenhandels.

### Vereinigte Staaten von Amerika
- Mathilde Franziska Anneke (1817–1884), Schriftstellerin und Journalistin, agitierte in deutschsprachigen Medien der USA gegen die Sklaverei.
- Harriet Beecher Stowe (1811–1896), Autorin von Onkel Toms Hütte
- Anthony Benezet (1713–1784), Quäker, Lehrer, Schulgründer, Sozialreformer und Einwanderer, der von französischen Hugenotten abstammte.
- John Brown, US-amerikanischer Gegner der Sklaverei.
- Frederick Douglass (1818–1895), ein ehemaliger Sklave, kraftvollster US-amerikanischer Anti-Sklaverei-Sprecher.
- Benjamin Franklin (1706–1790), Wissenschaftler, Drucker, Schriftsteller und Staatsmann, ab 1729 zunehmend gegen Sklaverei engagiert.
- William Lloyd Garrison (1805–1879), Herausgeber der Zeitung The Liberator (deutsch: Der Befreier).
- Josiah Henson (1789–1883), ein ehemaliger Sklave und Methodistenprediger.
- Abraham Lincoln (1809–1865), Sklavereigegner, Anwalt und Präsident der USA.
- Elijah Parish Lovejoy (1802–1837), ein presbyterianischer Pastor, Journalist gegen die Sklaverei, Zeitungsverleger und Mordopfer von Sklavereibefürwortern.
- Owen Lovejoy (1811–1864), ein kongregationalistischer Pastor, Abolitionist und Politiker, der sich in der Underground Railroad engagierte.
- Lucretia Mott (1793–1880), Gründerin der Female Anti-Slavery Society.
- Theodore Parker (1810–1860), nordamerikanischer Theologe und Abolitionist.
- Wendell Phillips (1811–1884), einer der größten Redner der Abolitionisten und bedeutender Autor für die Zeitung „The Liberator“ sowie Mitbegründer der American Anti-Slavery Society.
- Lysander Spooner (1808–1887), u. a. Autor von „The Unconstitutionality of Slavery“.
- Henry David Thoreau (1817–1862), Schriftsteller und Philosoph, er weigerte sich aus Protest gegen die Sklaverei, Steuern zu zahlen. 1849 veröffentlichte er sein Essay „Civil disobedience“ (Über die Pflicht zum Ungehorsam gegen den Staat), welches zu zivilem Ungehorsam aufruft, wenn ein Gesetz jemanden zum „Arm des Unrechts“ machen würde.
- Sojourner Truth (1797–1883), eine ehemalige Sklavin, Wanderpredigerin, Abolitionistin und Feministin.
- Harriet Tubman (1822–1913), half 350 Sklaven aus dem Süden zu entkommen; wurde als „Schaffnerin“ der „Underground Railroad“ bekannt.
- John Woolman (1720–1772), Quäker, Prediger und Sozialreformer, überzeugte viele Quäker von der Ungerechtigkeit der Sklaverei.